# Лонг Бийч Стрийт Съркит
Вижте пояснителната страница за други значения на Лонг Бийч.
Лонг Бийч Стрийт Съркит е временна писта за автомобилни състезания, провеждани по улиците на град Лонг Бийч, Калифорния, САЩ.

## История
Първото състезание през 1975 г. е от сериите Формула 5000. Година по-късно там започва провеждането и на кръг от Формула 1 – Голямата награда на САЩ-запад (до 1983 г.). Сред другите състезания в Лонг Бийч са стартовете от сериите Чемп Кар, Индикар, Американските серии Льо Ман и др.

## Характеристика
Актуалната конфигурация на пистата е с дължина 3,167 км.

## Формула Е
От сезон 2014/2015 тук се състои и старт от Формула Е, който използва по-голямата част от конфигурацията на пистата за състезанията от Индикар, намираща се на изток от Пайн Авеню.

### Победители
| Година | Победител      | Отбор       | Време     | Най-бърза обиколка | Пол позишън | Дата    |
| ------ | -------------- | ----------- | --------- | ------------------ | ----------- | ------- |
| 2015   | Нелсиньо Пикет | НЕКСТЕВ ТСР | 46:01.971 | Никола Прост       | Даниел Абт  | 14 март |

## Победи във Формула 1
| Година | Победител       | Болид         | Време         | Дължина на пистата | Обиколки | Средна скорост | Дата    |
| ------ | --------------- | ------------- | ------------- | ------------------ | -------- | -------------- | ------- |
| 1976   | Клей Регацони   | Ферари        | 1:53:18,471 ч | 3,251 км           | 80       | 137,720 км/ч   | 28 март |
| 1977   | Марио Андрети   | Лотус-Форд    | 1:51:35,470 ч | 3,251 км           | 80       | 139,839 км/ч   | 3 април |
| 1978   | Карлос Ройтеман | Ферари        | 1:52:01,301 ч | 3,251 км           | 80       | 140,172 км/ч   | 2 април |
| 1979   | Жил Вилньов     | Ферари        | 1:50:25,40 ч  | 3,251 км           | 80       | 142,201 км/ч   | 8 април |
| 1980   | Нелсън Пикет    | Брабам-Форд   | 1:50:18,550 ч | 3,251 км           | 80       | 142,348 км/ч   | 30 март |
| 1981   | Алън Джоунс     | Уилямс-Форд   | 1:50:41,33 ч  | 3,251 км           | 80       | 141,860 км/ч   | 15 март |
| 1982   | Ники Лауда      | Макларън-Форд | 1:58:25,318 ч | 3,428 км           | 75       | 131,131 км/ч   | 4 април |
| 1983   | Джон Уотсън     | Макларън-Форд | 1:53:34,889 ч | 3,275 км           | 75       | 129,753 км/ч   | 27 март |

## Резултати в Американските серии Льо Ман
| Година | LMP1                                    | LMP2                                      | GT1                                         | GT2                                      |
| ------ | --------------------------------------- | ----------------------------------------- | ------------------------------------------- | ---------------------------------------- |
| 2007   | Риналдо Капело Алън Макниш Ауди R10 TDI | Ромен Дюма Тимо Бернхард Порше RS Спайдър | Оливър Гейвин Оливие Берета Шевролет Корвет | Мика Сало Хайме Мело Ферари F430         |
| 2008   | Марко Вернер Лукас Лур Ауди R10 TDI     | Скот Шарп Дейвид Брабам Акура ARX-01B     | Джони О'Конъл Ян Магнусен Шевролет Корвет   | Доминик Фарнбахер Дирк Мюлер Ферари F430 |
| 2009   | Жил де Феран Симон Пажено Акура ARX-01A | Адриан Фернандес Луис Диас Акура ARX-01B  | Оливър Гейвин Оливие Берета Шевролет Корвет | Патрик Лонг Йорг Бергмайстер Порше 911   |